# Prix Aurora pour l'éveil de l'humanité
Le prix Aurora pour l'éveil de l'humanité (Aurora Prize for Awakening Humanity en anglais) est une récompense internationale décernée pour un engagement humanitaire. Il permet la reconnaissance et l'expression de la gratitude envers les individus courageux ou les organisations qui ont une influence sur la préservation de la vie humaine et le progrès de causes humanitaires. Ce prix est décerné en mémoire du génocide arménien et pour exprimer une reconnaissance envers leurs sauveurs ; pour cette raison, depuis le 24 avril 2016, la cérémonie de remise se tient chaque année à Erevan en Arménie. Au nom des survivants du génocide arménien et en reconnaissance envers leurs sauveurs, un lauréat du Prix Aurora est honoré par une récompense d'un million de dollars, ce qui lui donne une occasion unique de poursuivre le cycle des dons et de soutenir les organisations qui aident les personnes dans le besoin.

## L’inspiration

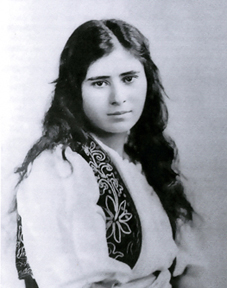
Aurora Mardiganian.

Le nom Aurora a été choisi pour honorer la mémoire d'Aurora Mardiganian, qui fut témoin des horreurs du génocide arménien et révéla au monde l'histoire de sa survie afin de faire prendre conscience des atrocités de 1915. Le prix s'inspire d'Aurora et des milliers d'histoires inédites de courage et de survie lors de ces événements, voici un siècle. La déesse romaine de l'aurore, Aurora, a aussi inspiré le nom du prix, reflétant son objectif d'éveiller l'humanité aux actions héroïques de ceux qui se lèvent face à l'adversité.
Le prix Aurora est un des programmes de l’initiative humanitaire « Aurora ». Créée au nom des survivants du génocide des Arméniens et en gratitude envers leurs sauveurs, l’initiative humanitaire Aurora cherche à mettre en valeur les sauveurs des temps modernes qui font don de la vie et de l’espoir à ceux qui ont un besoin urgent d’une aide humanitaire élémentaire. Ces mêmes sauveurs poursuivent le cycle de donation au niveau international.
Cet engagement vise à promouvoir une philanthropie basée sur l'action et axée sur des résultats tangibles. Cet objectif est atteint grâce aux différents programmes de l'initiative : Prix Aurora for Awakening Humanity, Aurora pour l’Artsakh, mouvement #AraratChallenge, Dialogues Aurora, Bourses Aurora, Communauté Aurora, Indice Aurora, et l'Initiative 100 LIVES.

## La gratitude en action
Aurora est la « gratitude en action ». L’initiative favorise un cycle de dons en habilitant des humanitaires dévoués.

## Les fondateurs
L’initiative humanitaire Aurora est le fruit de la vision des philanthropes Vartan Gregorian (en), Ruben Vardanyan et Noubar Afeyan qui ont déjà été rejoints par plusieurs dizaines de donateurs et de partenaires.
Vartan Gregorian est président de la Carnegie Corporation de New York. À la suite d’une brillante carrière universitaire, il a présidé la New York Public Library. Vartan Gregorian exerce en qualité de membre du comité de sélection du prix Aurora. Le cofondateur d'Aurora, membre du Comité de Sélection du Prix Aurora et le douzième président de Carnegie Corporation de New York est décédé en avril 2021.
Le Dr Noubar Afeyan est directeur associé et directeur général de Flagship Pioneering, une société en pointe, spécialiste du capital-risque. Durant ses 25 années de carrière en tant qu'inventeur, chef d'entreprise, directeur général et investisseur en capital-risque, le Dr Afeyan a cofondé et aidé à constituer une trentaine de start-ups à succès.
Ruben Vardanyan est un investisseur d’impact et entrepreneur social, cofondateur et président de la fondation RVVZ. Il a exercé auparavant comme directeur général et président de Troika Dialog, une des plus anciennes et importantes banques d'investissement en Russie et dans la CEI, avant la fusion avec Sberbank en janvier 2012.

## Président
Tom Catena, MD, est un chirurgien, un vétéran, un missionnaire catholique, un humanitaire mondialement reconnu et le premier président de l’Initiative Humanitaire Aurora.
En tant que président d’Aurora, le docteur Catena s’engage auprès des hommes politiques, des organisations humanitaires, des praticiens et des citoyens du monde entier pour diffuser le message de la Gratitude en Action.
Fondateur de l’hôpital Mother Mercy dans les monts Nouba ravagés par la guerre, le docteur Catena a consacré les dix dernières années de sa vie à fournir des soins médicaux en sa qualité d’unique chirurgien installé de manière permanente dans une région de la taille de l’Autriche.

## L’Ararat Challenge
Le défi Ararat est une campagne mondiale de financement lancée par Aurora le 19 juillet 2019. Il encourage toute personne à enregistrer et à poster des vidéos en ligne contenant une image représentant le mont Ararat (un dessin, une peinture, une sculpture, etc.) et un appel aux dons pour financer les projets d’Aurora qui viennent en aide aux personnes dans le besoin. L’objectif de la campagne est d’accroître l’impact de ces programmes et de mieux faire connaître la mission « Gratitude en Action » d’Aurora.  Toute personne peut prendre part au défi.

## Processus de nomination et de sélection

### Nomination
Toute personne ainsi que les membres des parlements, des gouvernements des universitaires et d’autres institutions peuvent nommer des candidats pour le prix Aurora.
Toute personne ou groupe de personnes ayant accompli un acte extraordinaire d’humanité peut être nommé pour recevoir le prix Aurora. Le (ou la) lauréat(e) du prix Aurora est reconnu pour l’impact exceptionnel de son action en matière de préservation de la vie humaine face à l’adversité, risquant sa propre santé, sa liberté, sa réputation et ses moyens de subsistance.

### Sélection
Les candidatures sont soigneusement vérifiées et examinées via un processus rigoureux. Les membres du comité d'experts évaluent toutes les candidatures éligibles en fonction des critères de sélection du Prix Aurora afin de réduire la liste globale à 20-25 candidatures qui seront examinées par le Comité de Sélection. Ce panel est composé de professionnels de l'humanitaire et de dirigeants d'organisations humanitaires.
Le lauréat est choisi par le comité de sélection indépendant en fonction des critères suivants :
- courage en aidant d'autres personnes à survivre ;
- engagement, une adhésion à des valeurs morales communes telles que l'intégrité, la liberté, la justice, l'honnêteté, la véracité, la responsabilité et la compassion ;
- impact sur le sauvetage de vies.

## Prix Aurora 2016

### Comité de sélection
Le comité de sélection du prix Aurora 2016 a été coprésidé par Elie Wiesel, Prix Nobel, et George Clooney, acteur oscarisé et humanitaire. Il comprenait les Prix Nobel Oscar Arias, Shirin Ebadi et Leymah Gbowee; Mary Robinson, ancienne présidente de la république d’Irlande; Hina Jilani, militante des droits de l'Homme; Gareth Evans, ancien ministre australien des Affaires étrangères et président émérite de l'International Crisis Group; et Vartan Gregorian, président de la Carnegie Corporation à New York.

### Humanitaires
- Le docteur Tom Catena est médecin à l'hôpital Mother of Mercy dans les Monts Nouba au Soudan. Cet Américain est le seul médecin permanent basé près de la frontière du pays avec le Soudan du Sud et a la charge de plus de 500 000 personnes dans la région. Malgré les bombardements répétitifs de l’aviation soudanaise, le docteur Catena est resté dans l'enceinte de l'hôpital afin d'être disponible 24 heures sur 24. Son désintéressement a fait l’objet de plusieurs articles et reportages. Il a été retenu par le magazine TIME parmi les 100 personnes les plus influentes au monde en 2015[17].
- Marguerite Barankitse, de Maison Shalom et de l'hôpital REMA au Burundi, a sauvé des milliers de vies et soigné des orphelins et des réfugiés durant les années de guerre civile qui a frappé son pays. Lorsque la guerre a éclaté, Mme Barankitse a tenté de cacher 72 de ses voisins Hutus les plus proches, afin de les mettre à l'abri des persécutions. Ils furent découverts et exécutés sous ses yeux. À la suite de cet événement terrible, elle entreprit de sauver et soigner des enfants et des réfugiés. Elle a sauvé près de 30 000 enfants et, en 2008, elle a ouvert un hôpital qui a soigné plus de 80 000 patients à ce jour.
- Syeda Ghulam Fatima agit inlassablement pour éradiquer le travail forcé, une des dernières formes subsistantes de l'esclavage moderne. S. G. Fatima est secrétaire générale du Bonded Labour Liberation Front Pakistan (BLLF)[18], qui a libéré 80 000 esclaves pakistanais obligés de travailler pour des exploitants de fours à briques afin de rembourser leur dettes, les taux d'intérêt étant trop élevés pour que les travailleurs puissent rembourser, ils sont contraints au travail forcé et à une situation misérable, souvent brutale[19]. Depuis qu'elle a commencé à militer, Fatima a survécu aux mauvais traitements ainsi qu’à plusieurs tentatives d'assassinat.
- Le père Bernard Kinvi a été ordonné prêtre à l’âge de 19 ans, après avoir perdu son père et ses quatre sœurs de maladie et d’exactions. Le père Kinvi a quitté son pays natal, le Togo, pour Bossemptélé, une petite ville située en République centrafricaine, où il a pris la direction de la mission catholique locale. Dans cette mission, se trouvent l’hôpital Jean Paul II, une école et une église. En 2012, la guerre civile a éclaté en Centrafrique. Elle oppose les rebelles musulmans de la Séléka aux anti-balaka (anti-machette), une milice chrétienne. Plongé au cœur de la violence, la mission du père Kinvi a fourni un refuge et des soins médicaux aux victimes des deux camps. Il a pu ainsi sauver la vie de centaines de personnes de la mort et des persécutions[20],[21].

### Cérémonie
Les cofondateurs de 100 Lives et le comité de sélection du prix Aurora, coprésidé par Elie Wisel, Prix Nobel, et George Clooney, acteur primé et activiste humanitaire, ont honoré les Humanitaires Aurora ainsi que leur action au cours d’un week-end de manifestations qui se sont déroulés du 22 au 24 avril 2016. Ces deux jours d’événements ont eu lieu à Erevan, en Arménie, pour favoriser la discussion et l’échange autour des questions humanitaires les plus urgentes dans le monde et rendre hommage à ceux qui participent à leurs résolutions. Le point culminant de ces deux jours a été la cérémonie inaugurale de remise du prix Aurora qui a honoré trois Humanitaires pour leurs actes d’exception et d’humanité et au cours de laquelle a été désignée la lauréate du prix final.

### Lauréate
Marguerite Barankitse, de la Maison Shalom et de l’hôpital REMA au Burundi,, a été désignée première lauréate du prix Aurora d’un million de dollars US. Lors de la cérémonie de remise du prix qui s’est tenue à Erevan, en Arménie, Marguerite Barankitse a été honorée pour l’impact exceptionnel qu’elle a eu en sauvant des vies et en intervenant au secours des personnes les moins favorisées,.
En acceptant la récompense des mains de George Clooney, coprésident du comité de sélection du prix Aurora, Marguerite Barankitse a déclaré : “Nos valeurs sont des valeurs humaines. Si vous avez de la compassion, de la dignité et de l’amour en vous, rien ne peut vous effrayer, rien ne peut vous arrêter, nul ne peut faire obstacle à l’amour. Ni les armes, ni la haine ni les persécutions, ni la famine, rien !».
Lorsque la guerre a éclaté, Mme Barankitse a tenté de cacher 72 de ses voisins Hutus les plus proches, afin de les mettre à l'abri des persécutions. Ils furent découverts et exécutés sous ses yeux. À la suite de cet événement terrible, elle entreprit de sauver et soigner des enfants et des réfugiés. Elle a sauvé près de 30 000 enfants et, en 2008, elle a ouvert un hôpital qui a soigné plus de 80 000 patients à ce jour.

### Organisations
En tant que lauréate du prix Aurora, Marguerite Barankitse a reçu cent mille dollars avec la possibilité d'un impact plus grand encore, puisqu’elle s’est vue désigner des organisations humanitaires destinées à recevoir le prix d'un million de dollars. Mme Barankitse a choisi ses partenaires de confiance : la fondation du grand-duc Henri et de la grande-duchesse Maria Teresa, la fondation Jean-François-Peterbroeck et la fondation Bridderlech Deelen. A ce jour, ces trois organisations annoncent les projets qu'elles ont choisis pour bénéficier de ces financements,.
Le prix d'un million de dollars lié à la première édition de prix Aurora a financé des projets au Rwanda, en Éthiopie, en république démocratique du Congo et au Brésil. Ces dispositifs ont été d’un appui aux initiatives luttant contre la misère infantile et encourageant l'aide et la réinsertion des enfants réfugiés et des orphelins.

## Prix Aurora 2017

### Comité de sélection
Le comité de sélection du prix Aurora 2017 comprend les Prix Nobel Oscar Arias, Shirin Ebadi et Leymah Gbowee ; l'ancienne présidente de l'Irlande, Mary Robinson ; l'ancien président du Mexique, Ernesto Zedillo ; la militante des droits de l'homme Hina Jilani ; le président émérite de l'International Crisis Group et ancien ministre des Affaires étrangères de l'Australie, Gareth Evans ; le président de la Carnegie Corporation de New York Vartan Gregorian et l’acteur primé et humanitaire, George Clooney.

### Humanitaires
- Mmes Fartuun Adan et Ilwad Elman, fondatrices du centre Elman pour la paix et les droits de l’Homme, Somalie ; mère et fille sont inébranlables dans leur mission de protection des droits de l’Homme, des droits des femmes et de contribution à la consolidation de la paix, du développement, ainsi que de la réhabilitation des enfants soldats dans des conditions d’insécurité et un environnement dangereux.
- Mme Jamila Afghani, présidente de l’organisation Noor pour l’éducation et le développement des capacités. Cette victime de la poliomyélite a reçu accidentellement le don de la lecture, consacrant sa vie à la lecture et à l’éducation des filles et des femmes, tout en sollicitant l’aide des dirigeants spirituels musulmans dans leur mission.
- M. Muhammad Darwish, docteur en médecine à l’hôpital de campagne de Madaya, Syrie ; cet étudiant en chirurgie dentaire est retourné dans sa ville natale et a endossé toutes les responsabilités d’un médecin, à commencer par les procédures médicales, offrant des soins et suivant de façon méticuleuse chacun des patients, parmi eux beaucoup d’enfants affectés par la violence persistante. Il est parvenu ainsi à attirer l’attention internationale sur cette localité assiégée.
- Dr Denis Mukwege, chirurgien gynécologue et fondateur de l’hôpital Panzi, république démocratique du Congo ; cet obstétricien devenu chirurgien gynécologue a apporté un soutien physique et juridique à plus de 50 000 survivantes de violences sexuelles dans un pays déchiré par la guerre, tout en œuvrant sans relâche à traduire les responsables en justice[31],[32].

### Lauréat
Le prix Aurora pour l'éveil de l'humanité d’un million de dollars a été décerné au docteur Tom Catena, un missionnaire catholique d'Amsterdam (État de New York), qui a sauvé des milliers de vies en sa qualité d’unique médecin basé en permanence dans les monts Nuba ravagés par la guerre au Soudan. Décerné par l'initiative humanitaire Aurora au nom des survivants du génocide arménien et en reconnaissance envers leurs sauveurs, le prix Aurora, s’est tenu lors d'une cérémonie à Erevan, en Arménie,,.
Tom Catena a été désigné lauréat du prix Aurora 2017 par plus de 550 candidatures en provenance de 66 pays.
Le Dr Catena a reçu un prix de 100 000 dollars et a eu la possibilité de poursuivre le cycle de dons en désignant pour un prix d’un million de dollars les organisations de son choix. Le Dr Catena a remis le prix à trois organisations :
- African Mission Healthcare Foundation (AMHF), États-Unis ;
- Catholic Medical Mission Board (CMMB), États-Unis ;
- Aktion Canchanabury, Allemagne.

## Prix Aurora 2018

### Comité de sélection
Le comité de sélection du prix Aurora 2018 comprend les prix Nobel Oscar Arias, Shirin Ebadi et Leymah Gbowee ; l'ancienne présidente de l'Irlande, Mary Robinson ; l'ancien président du Mexique, Ernesto Zedillo ; la militante des droits de l'homme Hina Jilani ; le président émérite de l'International Crisis Group et ancien ministre des Affaires étrangères de l'Australie, Gareth Evans ; le président de la Carnegie Corporation de New York Vartan Gregorian, le directeur de l'Institute of Global Health Innovation à l’Imperial College London Lord Ara Darzi, le cofondateur de Médecins Sans Frontières Bernard Kouchner, l'ex ambassadeur des États-Unis auprès des Nations Unies, Samantha Power, et l’acteur oscarisé et humanitaire, George Clooney.

### Nomination
Pour sa troisième année consécutive, le prix Aurora a reçu 750 candidatures pour 509 candidats uniques.
Au cours de la période de dépôt de candidatures qui s’est ouverte au lendemain de la cérémonie du prix Aurora 2017 et s'est terminée le 8 septembre, les dossiers ont été remplis en douze langues en provenance de cent quinze pays y compris l’Arménie, la Russie, les États-Unis, l’Égypte, l’Inde, l’Allemagne, le Royaume-Uni, le Pakistan, l’Ukraine, le Kenya. Cela représente une augmentation de 100 % par rapport à l'année précédente au cours de laquelle 254 candidats ont été proposés dans treize langues en provenance de soixante-six pays.

### Humanitaires
Le prix Aurora, accordé par l'initiative humanitaire Aurora au nom des survivants du génocide arménien et en remerciement envers leurs sauveurs, a nommé :
- M. Kyaw Hla Aung (1941-2021), avocat et dirigeant rohingya, Myanmar. Ce musulman rohingya qui, malgré 12 années d’emprisonnement pour avoir manifesté pacifiquement contre les discriminations et les violences chroniques, utilise son expertise juridique pour lutter en faveur de l'égalité, de l'amélioration de l'éducation et la promotion des droits de l’homme et les droits de sa communauté. Il a nommé des organisations internationales qui apportent une aide médicale et une assistance aux réfugiés au Myanmar.
- Frère Héctor Tomás González Castillo. Fondateur de La 72, Mexique - ce religieux franciscain propose un abri, de la nourriture, de l'eau, des conseils et une assistance juridique à plus de 50 000 migrants centraméricains qui transitent par le Mexique. Il s’adresse à ceux qui subissent des agressions traumatiques, des tentatives d'enlèvement, à ceux qui sont chassés de leur propre pays. Il a nommé des organisations qui travaillent pour promouvoir les droits de l'homme, qui aident les personnes vivant avec le VIH / SIDA et qui fournissent une éducation culturelle aux Mayas du Mexique ;
- Mme Sunitha Krishnan, cofondatrice de Prajwala, Inde ; cette survivante d’un viol collectif s'est muée en défenseuse des droits des femmes, faisant de son traumatisme une motivation pour sauver, réhabiliter et réinsérer les victimes du trafic sexuel et de la prostitution forcée dans la société. L’impact positif de cette organisation a changé la vie de plus de 17 800 femmes et enfants. Elle a nommé des organisations qui luttent contre les inégalités entre les sexes, les violences sexuelles et la traite dans toute l'Inde[40].

### Lauréat
La troisième édition du prix Aurora for Awakening Humantity a été décernée à M. Kyaw Hla Aung, avocat et activiste reconnu pour son engagement à lutter pour l'égalité, l'éducation et les droits humains des Rohingyas au Myanmar, face à la persécution, au harcèlement et à l'oppression.

### Cérémonie
Le prix Aurora de un million de dollars, créé au nom des survivants du génocide arménien et en reconnaissance envers leurs sauveurs, sera décerné pour la troisième fois consécutive le 10 juin 2018 en Arménie. La cérémonie de remise du prix marquera un point culminant du week-end des événements spéciaux qui auront lieu du 8 au 10 juin 2018.

## Prix Aurora 2019

### Comité de sélection
Le Comité de Sélection du Prix Aurora comprend les Prix Nobel Oscar Arias, Shirin Ebadi et Leymah Gbowee; Mary Robinson; Hina Jilani; Gareth Evans; Ernesto Zedillo; Bernard Kouchner; Samantha Power; John Prendergast; Valery Gergiev; Vartan Gregorian. Le comité est présidé par le directeur de l'Institute of Global Health Innovation de l'Imperial College de Londres, Lord Ara Darzi. Benjamin Ferencz (1920-2023), militant de la paix et des droits de l’homme de renommée mondiale, et l’acteur oscarisé et humanitaire George Clooney, sont les coprésidents honoraires du Comité.

### Humanitaires
- Mirza Dinnayi
- Zannah Bukar Mustapha
- Huda Al-Sarari

### Lauréat
Le quatrième Prix Aurora for Awakening Humanity a été attribué à Mirza Dinnayi.

## Prix Aurora 2020

### Humanitaires
- Fartuun Adan et Ilwad Elman
- Angélique Namaika
- Sophie Beau et Klaus Vogel
- Sakena Yacoobi

### Lauréates
Le cinquième Prix Aurora for Awakening Humanity a décerné à Fartuun Adan et Ilwad Elman.

## Prix Aurora 2021

### Humanitaires
L'Initiative Humanitaire Aurora a révélé les noms de cinq humanitaires Aurora 2021, choisis par le Comité de Sélection du Prix Aurora pour leur courage, leur engagement et leur impact:
- Grégoire Ahongbonon
- Ruby Alba Castaño
- Paul Farmer
- Julienne Lusenge
- Ashwaq Moharram

### Lauréate
Le sixième prix Aurora for Awakening Humanity a été décerné aujourd'hui à Julienne Lusenge, défenseure des droits humains, cofondatrice de Women's Solidarity for Inclusive Peace and Development (SOFEPADI) et du Fund for Congoles Women (FFC), qui aide les victimes de violences sexuelles en temps de guerre depuis des années.

## Prix Aurora 2022

### Humanitaires
À l'occasion de la Journée de commémoration du génocide des Arméniens, l'Initiative Humanitaire Aurora a annoncé les noms des Humanitaires Aurora 2022.
- Jamila Afghani (Afghanistan)
- Hadi Jumaan (Yémen)
- Mahienour El-Massry (Égypte)

### Lauréate
Le septième Prix Aurora for Awakening Humanity a été attribué à Jamila Afghani, éducatrice, défenseuse des droits de l'homme et fondatrice de l'Organisation Noor pour l'éducation et le développement des capacités (NECDO). Jamila a consacré plus de 25 ans de sa vie à donner aux femmes afghanes l'accès à l'éducation.

## Prix Aurora 2024
Le Comité de Sélection du Prix Aurora 2024 est composé de Leymah Gbowee, Prix Nobel, de Mary Robinson, ancienne présidente de l'Irlande, de Dame Louise Richardson, présidente de la Carnegie Corporation of New York, d'Ernesto Zedillo, ancien président du Mexique, de Dele Olojede, journaliste et lauréat du prix Pulitzer, de Paul Polman, ancien PDG d'Unilever et cofondateur et coprésident d'IMAGINE, de fondateur de Tent Partnership for Refugees, de fondateur et PDG de Chobani Hamdi Ulukaya, et de John Prendergast, militant des droits de l'homme et cofondateur de The Sentry. Le comité est présidé par le codirecteur de l'Institute of Global Health Innovation de l'Imperial College de Londres, Lord Ara Darzi.
L'Initiative Humanitaire Aurora a annoncé aujourd'hui les trois humanitaires Aurora qui ont été présélectionnés pour le Prix Aurora 2024 for Awakening Humanity. L'annonce a été faite lors de la réunion annuelle de la Clinton Global Initiative (CGI) à New York.
- Abdulhadi Al-Khawaja (Bahreïn/Danemark)
- Denis Mukwege (République Démocratique du Congo)
- Nasrin Sotoudeh (Iran)

### Lauréate
Le Prix Aurora 2024 a été décerné au Dr Denis Mukwege, gynécologue et défenseur des droits de la femme en République Démocratique du Congo, a consacré sa vie à aider les victimes de violences sexuelles dans son pays déchiré par la guerre et dans le monde entier.

## Les dialogues Aurora
Les dialogues Aurora sont une plateforme qui réunit des figures internationales de proue de l’humanitaire, de la société civile, des philanthropes, des universitaires, des entrepreneurs, qui vont échanger des discussions poussées portant sur certains des défis humanitaires les pressants d’aujourd’hui. Conformément à l'esprit du prix Aurora, les dialogues Aurora mettent en lumière les personnes qui œuvrent pour faire face aux atrocités d'aujourd'hui de manière réelle et substantielle et cherchent à identifier des idées qui apporteront un changement tangible.

### Dialogues Aurora 2016
Les dialogues Aurora 2016, une série de conférences qui ont rassemblé d'éminents humanitaires, académiciens, philanthropes et experts des médias, se sont tenus le 23 avril en Arménie sous les auspices du Forum Global d'Erevan contre le Crime de Génocide. Les dialogues, organisés en amont de la cérémonie inaugurale du prix Aurora, ont porté sur les questions humanitaires les plus urgentes du monde moderne.

### Dialogues Aurora 2017
Les dialogues Aurora 2017 ont eu lieu les 27 et 28 mai 2017 en Arménie et les 4 et 5 décembre 2017 dans les bureaux de représentation de la Robert Bosch Stiftung à Berlin, en Allemagne.
Les dialogues Aurora 2017, une série de discussions de deux jours sur les questions humanitaires mondiales les plus urgentes, ont eu lieu les 27 et 28 mai 2017 en Arménie. Le programme a couvert des questions allant des causes profondes de la crise des réfugiés à ses effets désastreux et a analysé la manière dont les diverses réponses sur l'aide humanitaire, l'éducation et l'insertion sociale ont une incidence sur les personnes les plus vulnérables.
Les dialogues Aurora 2017, une série de discussions de deux jours sur les questions humanitaires mondiales les plus urgentes, ont eu lieu les 27 et 28 mai 2017 en Arménie. Le programme a couvert des questions allant des causes profondes de la crise des réfugiés à ses effets désastreux et a analysé la manière dont les diverses réponses réalisées dans le cadre de l'aide humanitaire, l'éducation et l'insertion sociale ont une incidence sur les personnes les plus vulnérables.

### Dialogues Aurora 2018
Les Dialogues Aurora 2018 se sont tenus à New York (en mars et septembre), à Moscou, à Erevan et à Berlin.

### Dialogues Aurora 2019
Les Dialogues Aurora 2019 ont eu lieu en Arménie du 17 au 21 octobre 2019, lors du Forum Aurora inaugural.

### Dialogues Aurora 2020
En raison de l'épidémie de la COVID-19, les Dialogues Aurora ont été mis en ligne en 2020, permettant à des personnes du monde entier de suivre ces échanges et d'y contribuer.

### Dialogues Aurora 2021
En raison des limites imposées par la pandémie de COVID-19, certains des événements Dialogues Aurora se déroulent toujours en ligne.

## L'indice humanitaire Aurora
L'indice humanitaire Aurora est une enquête spécifique qui s'intéresse aux perceptions dans l'opinion des principales questions humanitaires. Il étudie les réactions à travers le monde concernant la responsabilité et l'efficacité d'une intervention humanitaire, ainsi que les motivations qui poussent les gens à intervenir au nom d'autres gens.
Cette enquête annuelle est menée dans plusieurs pays et ses résultats sont présentés chaque année en avril au cours des dialogues Aurora, une plate-forme internationale réunissant des experts de la communauté humanitaire.

### L’indice humanitaire Aurora 2016
L’enquête a été menée par Edelman Intelligence et les résultats de l’indice humanitaire ont été présentés par Jere Sullivan, vice-président des affaires publiques internationales auprès d’Edelman au cours de l’édition 2016 des dialogues Aurora, qui se sont déroulés le 23 avril 2016 à l’Institut Mesrop Mashtots des manuscrits anciens (Matenadaran), un des entrepôts les plus riches de manuscrits médiévaux au monde.
L'étude révèle un fossé entre la perception et la réalité à bien des égards, sachant que les sociétés américaine, britannique et française sous-estiment sans commune mesure le nombre de réfugiés syriens (respectivement 4,7 millions, 4,5 millions et 4,5 millions). Les Américains sont également déconnectés du reste du monde quant à leur préoccupation générale sur la question des migrations forcées qu’ils classent en septième position dans la liste des défis humanitaires les plus urgents de la planète.

### L’indice humanitaire Aurora 2017
Les résultats de l'indice, fruit d’une enquête effectuée auprès d’un échantillon de 6 500 personnes dans 12 pays, ont été aggravés par le fait que seulement 9% des individus croient que leurs actions peuvent faire une différence dans la résolution de la crise mondiale des réfugiés. Pour la deuxième année consécutive, le terrorisme est cité comme le principal problème humanitaire incontesté à 63%, suivi de l'écart croissant entre riches et pauvres, la famine, le changement climatique et les migrations forcées.

## Les projets Gratitude Aurora
Les projets Gratitude Aurora sont des initiatives humanitaires et éducatives destinées à aider des enfants, des réfugiés et d'autres citoyens vulnérables à travers le monde. Grâce à ces projets, les descendants des survivants du génocide des Arméniens visent à témoigner leur gratitude envers la mémoire de ceux qui ont aidé à sauver les victimes du génocide, en proposant des initiatives éducatives et des bourses, en subventionnant des projets humanitaires et en valorisant des entreprises humanitaires.
En collaboration avec la Near East Foundation, 100 bourses d'études sont accordées à des jeunes défavorisés du Moyen-Orient, affectés par un conflit, un exode et la misère.
Ce programme de bourses accordera aux récipiendaires un niveau d'enseignement reconnu au niveau international au sein du réseau des établissements de l'United World College (UWC), dont l'UWC de Dilijan, situé en Arménie - un internat mixte qui accueille actuellement des élèves originaires de plus de 82 pays. Il existe des bourses individuelles qui portent le nom de Lamya Haji Bashar donnée aux étudiants yézidis et celui d’Amal Clooney donnée à une étudiante du Liban qui manifeste un fort intérêt pour les droits de l'Homme. De plus, en coopération avec Scholae Mundi Arménie, des bourses sont accordées à des étudiants originaires de Syrie, d'Irak, du Liban, de Jordanie et d’Égypte pour étudier à l'Université américaine d'Arménie.

## 100 Lives
L'initiative 100 Lives a été lancée en mars 2015 pour célébrer le centième anniversaire du génocide arménien, au cours duquel périt l'immense majorité de la population arménienne,. Ceux qui survécurent y parvinrent grâce à l'intervention bienveillante d'institutions et de personnes - souvent des étrangers. En reconnaissance de leur humanité et de leur courage, 100 Lives recherche et partage les histoires de survivants du génocide arménien, de leurs sauveurs et de leurs descendants. Chaque histoire relate la transformation unique de chaque victime en ce qu'elle a apporté de valeur à la société de son pays d’accueil.

## La communauté des soutiens d’Aurora
L’initiative humanitaire Aurora a été fondée en 2015 par trois personnes engagées à honorer la mémoire des survivants du génocide des Arméniens en soutenant des projets honorant leurs sauveurs. Depuis lors, plus de deux cent cinquante individus et organisations ont rejoint les fondateurs pour transformer la reconnaissance d'une nation en action.